# Tym razem serio. Opowieści prawdziwe
Tym razem serio. Opowieści prawdziwe – autobiografia Małgorzaty Musierowicz wydana w 1994 roku w wydawnictwie Akapit Press. Książka opowiada o wspomnieniach z dzieciństwa jej i brata, Stanisława Barańczaka, oświadczynach, pierwszej miłości, latach szkolnych oraz o debiucie literackim pisarki. Książka zawiera album rodzinny, począwszy od narodzin Małgorzaty Musierowicz, aż do roku 1994.
Poza pierwszym wydaniem, książka nie była wznawiana.